# Montigné-lès-Rairies
Pour les articles homonymes, voir Montigné (homonymie).
Montigné-lès-Rairies est une commune française située dans le département de Maine-et-Loire, en région Pays de la Loire.

## Géographie

### Localisation
Commune angevine du Baugeois, Montigné-lès-Rairies se situe au nord de Cheviré-le-Rouge, sur les routes D 197, Fougeré, et D 18, Cheviré le Rouge.
Son territoire se trouve sur l'unité paysagère du Plateau du Baugeois.
| - OpenStreetMap Limite communale. |

### Climat
Pour des articles plus généraux, voir Climat des Pays de la Loire et Climat de Maine-et-Loire.
En 2010, le climat de la commune est de type climat océanique altéré, selon une étude du CNRS s'appuyant sur une série de données couvrant la période 1971-2000. En 2020, Météo-France publie une typologie des climats de la France métropolitaine dans laquelle la commune est exposée à un climat océanique et est dans la région climatique Moyenne vallée de la Loire, caractérisée par une bonne insolation (1 850 h/an) et un été peu pluvieux.
Pour la période 1971-2000, la température annuelle moyenne est de 11,8 °C, avec une amplitude thermique annuelle de 14,7 °C. Le cumul annuel moyen de précipitations est de 669 mm, avec 11 jours de précipitations en janvier et 6,2 jours en juillet. Pour la période 1991-2020, la température moyenne annuelle observée sur la station météorologique de Météo-France la plus proche, sur la commune de Marcé à 10 km à vol d'oiseau, est de 12,3 °C et le cumul annuel moyen de précipitations est de 701,1 mm,. Pour l'avenir, les paramètres climatiques de la commune estimés pour 2050 selon différents scénarios d'émission de gaz à effet de serre sont consultables sur un site dédié publié par Météo-France en novembre 2022.

## Urbanisme

### Typologie
Au 1er janvier 2024, Montigné-lès-Rairies est catégorisée commune rurale à habitat dispersé, selon la nouvelle grille communale de densité à sept niveaux définie par l'Insee en 2022.
Elle est située hors unité urbaine et hors attraction des villes,.

### Occupation des sols
L'occupation des sols de la commune, telle qu'elle ressort de la base de données européenne d’occupation biophysique des sols Corine Land Cover (CLC), est marquée par l'importance des territoires agricoles (66,9 % en 2018), une proportion identique à celle de 1990 (66,9 %). La répartition détaillée en 2018 est la suivante : 
prairies (43,4 %), forêts (30,2 %), zones agricoles hétérogènes (15,4 %), terres arables (8,2 %), zones urbanisées (2,9 %). L'évolution de l’occupation des sols de la commune et de ses infrastructures peut être observée sur les différentes représentations cartographiques du territoire : la carte de Cassini (XVIIIe siècle), la carte d'état-major (1820-1866) et les cartes ou photos aériennes de l'IGN pour la période actuelle (1950 à aujourd'hui).

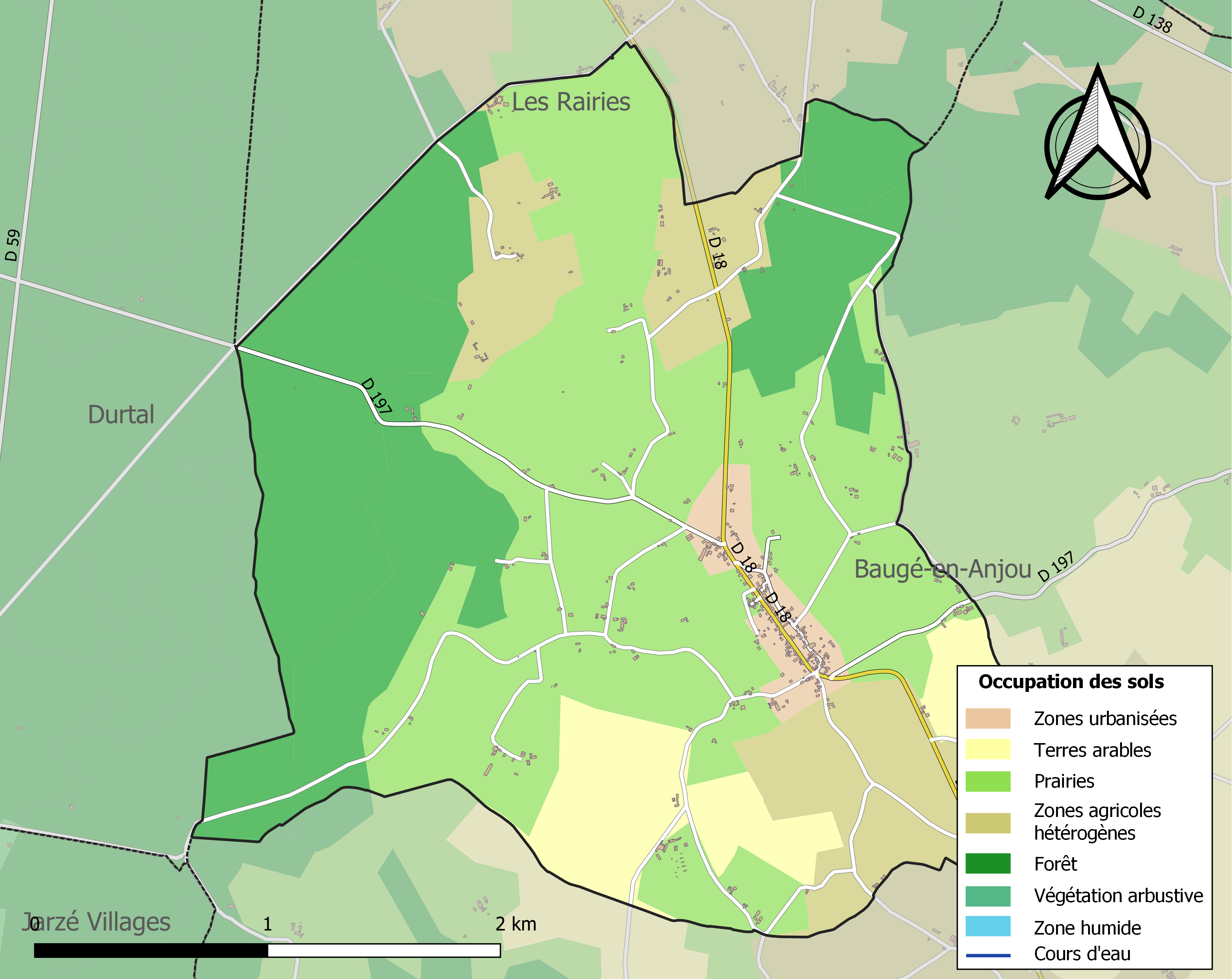
Carte des infrastructures et de l'occupation des sols de la commune en 2018 (CLC).

## Toponymie
Montigniacus au XIIIe siècle, Montignetum au XVIe.

## Histoire
Le 29 août 1955 Montigné devient Montigné-lès-Rairies,.

## Politique et administration

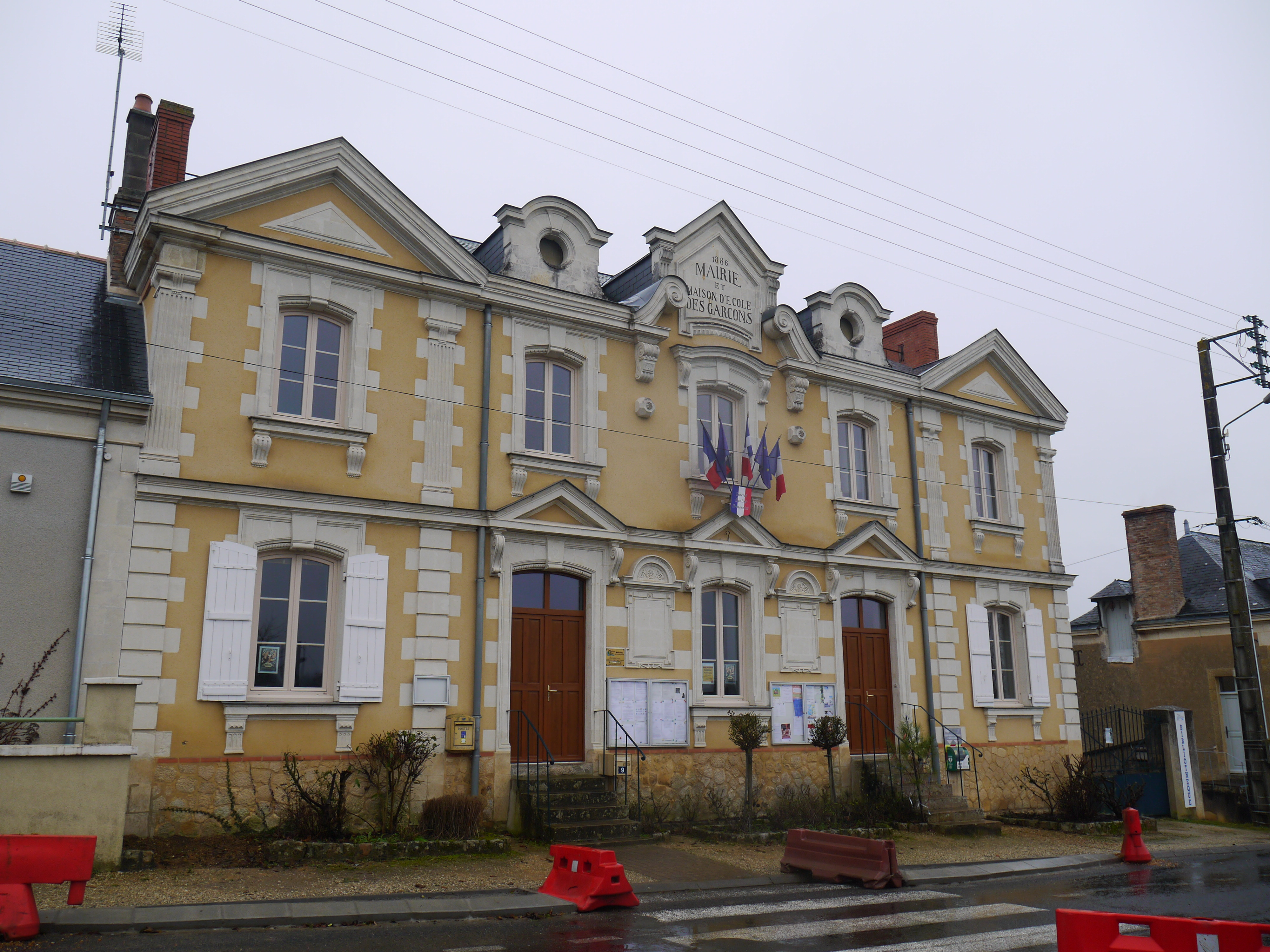
La mairie.

### Administration municipale
| Période                                  | Période                   | Identité                 | Étiquette | Qualité                        |
| ---------------------------------------- | ------------------------- | ------------------------ | --------- | ------------------------------ |
| 1792                                     | 1793                      | Lethielleux              |           |                                |
| 1794                                     |                           | René Chaudet             |           | Agent municipal, maire en 1800 |
| 1813                                     |                           | Joseph-Auguste de Morant |           |                                |
| 7 avril 1815                             |                           | Urbain Poullain          |           |                                |
| 12 juillet 1815                          |                           | De Morant                |           |                                |
| 1830                                     |                           | Victor Poullain          |           |                                |
| 1832                                     |                           | Louis Beaussier          |           |                                |
| 1840                                     |                           | Lemercier                |           |                                |
| 1846                                     |                           | Toussaint Fillon         |           |                                |
| 1848                                     | 28 juillet 1851 (révoqué) | Auguste Camus            |           |                                |
| 1852                                     | 1852 (démission)          | Louis Perdreau           |           |                                |
| 1852                                     |                           | M. Seguin                |           |                                |
| 1854                                     |                           | Théophile de Schramm     |           |                                |
| 1870                                     |                           | Frédéric Esnault         |           |                                |
| 1888                                     |                           | Louis Perdreau           |           |                                |
| 1896                                     |                           | Du Rousseau de Ferrières |           |                                |
| 1912                                     |                           | Louis Barillé            |           |                                |
| 1925                                     |                           | Georges Bricard          |           |                                |
| 1935                                     |                           | Augustin Landelle        |           |                                |
| 1953                                     |                           | André Bardoux            |           |                                |
| mars 1971                                |                           | Yves Gaudin              |           |                                |
| mars 2001                                | mars 2014                 | Claude Clément           |           |                                |
| mars 2014                                | En cours (au 3 juin 2020) | Gérard Chassoulier,      |           |                                |
| Les données manquantes sont à compléter. |                           |                          |           |                                |

### Intercommunalité
La commune est membre de la communauté de communes Anjou Loir et Sarthe, elle-même membre du syndicat mixte Pôle métropolitain Loire Angers. Elle était précédemment dans la communauté de communes des Portes-de-l'Anjou, elle-même membre du syndicat mixte Pays des Vallées d'Anjou.

## Population et société

### Démographie

#### Évolution démographique
L'évolution du nombre d'habitants est connue à travers les recensements de la population effectués dans la commune depuis 1793. Pour les communes de moins de 10 000 habitants, une enquête de recensement portant sur toute la population est réalisée tous les cinq ans, les populations de référence des années intermédiaires étant quant à elles estimées par interpolation ou extrapolation. Pour la commune, le premier recensement exhaustif entrant dans le cadre du nouveau dispositif a été réalisé en 2008.

En 2022, la commune comptait 433 habitants, en évolution de +4,59 % par rapport à 2016 (Maine-et-Loire : +2,12 %, France hors Mayotte : +2,11 %).
| 1793  | 1800  | 1806  | 1821  | 1831  | 1836  | 1841  | 1846  | 1851  |
| ----- | ----- | ----- | ----- | ----- | ----- | ----- | ----- | ----- |
| 1 167 | 1 213 | 1 214 | 1 413 | 1 600 | 1 733 | 1 860 | 1 600 | 1 894 |

| 1856  | 1861  | 1866 | 1872 | 1876 | 1881 | 1886 | 1891 | 1896 |
| ----- | ----- | ---- | ---- | ---- | ---- | ---- | ---- | ---- |
| 1 888 | 1 182 | 627  | 603  | 533  | 563  | 556  | 531  | 493  |

| 1901 | 1906 | 1911 | 1921 | 1926 | 1931 | 1936 | 1946 | 1954 |
| ---- | ---- | ---- | ---- | ---- | ---- | ---- | ---- | ---- |
| 475  | 480  | 460  | 430  | 420  | 372  | 392  | 357  | 391  |

| 1962 | 1968 | 1975 | 1982 | 1990 | 1999 | 2006 | 2008 | 2013 |
| ---- | ---- | ---- | ---- | ---- | ---- | ---- | ---- | ---- |
| 397  | 394  | 353  | 349  | 365  | 350  | 360  | 363  | 378  |

| 2018 | 2022 | - | - | - | - | - | - | - |
| ---- | ---- | - | - | - | - | - | - | - |
| 432  | 433  | - | - | - | - | - | - | - |

#### Pyramide des âges
La population de la commune est relativement jeune.
En 2018, le taux de personnes d'un âge inférieur à 30 ans s'élève à 38,9 %, soit au-dessus de la moyenne départementale (37,2 %). À l'inverse, le taux de personnes d'âge supérieur à 60 ans est de 25,5 % la même année, alors qu'il est de 25,6 % au niveau départemental.
En 2018, la commune compte 218 hommes pour 214 femmes, soit un taux de 50,46 % d'hommes, légèrement supérieur au taux départemental (48,63 %).
Les pyramides des âges de la commune et du département s'établissent comme suit.
| Hommes | Classe d’âge | Femmes |
| ------ | ------------ | ------ |
| 0,5    | 90 ou +      | 1,9    |
| 7,8    | 75-89 ans    | 7,0    |
| 15,1   | 60-74 ans    | 18,7   |
| 15,1   | 45-59 ans    | 14,0   |
| 21,6   | 30-44 ans    | 20,6   |
| 12,8   | 15-29 ans    | 14,5   |
| 27,1   | 0-14 ans     | 23,4   |

| Hommes | Classe d’âge | Femmes |
| ------ | ------------ | ------ |
| 0,9    | 90 ou +      | 2,1    |
| 7      | 75-89 ans    | 9,5    |
| 16,2   | 60-74 ans    | 16,9   |
| 19,4   | 45-59 ans    | 18,7   |
| 18,2   | 30-44 ans    | 17,5   |
| 18,8   | 15-29 ans    | 17,6   |
| 19,5   | 0-14 ans     | 17,6   |

## Économie
Sur 31 établissements présents sur la commune à fin 2010, 55 % relèvent du secteur de l'agriculture (pour une moyenne de 17 % sur le département), aucun du secteur de l'industrie, 7 % du secteur de la construction, 29 % de celui du commerce et des services et 10 % du secteur de l'administration et de la santé. Cinq ans plus tard, en 2015, sur les 37 établissements présents, 41 % relèvent du secteur de l'agriculture (pour une moyenne de 11 % sur le département), 0 % du secteur de l'industrie, 11 % de celui de la construction, 43 % du secteur du commerce et des services et 5 % de celui de l'administration et de la santé.

## Culture locale et patrimoine

### Lieux et monuments
- Église Saint-Pierre.
- Maison dit château de Mené : Ancien fief et seigneurie relevant de Baugé, par la Mulottière, avec petit manoir à tourelles et douves du XVIe siècle. Détruit vers 1850 pour y construire un château de deux étages. La chapelle, bénite le 10 juillet 1757, est conservée dans le jardin. Les fossés montrent toujours l'enceinte. La terre appartient au XVe, XVIe siècle à la famille de Tessé. Elle appartient à Louis de Crouillon en 1540 puis à Claude Jarry, écuyer, Marie d’Adrienne d’Orvaux en 1598 dont la fille Claude épouse, le 6 octobre 1631, Jacques du Hardas. Elle appartient ensuite à M. Courtigné puis à ses descendants, jusqu'en 2011. Demeure privée, non visitable[30].
- Ouvrage fortifié de Boigné, détruit[31].

### Personnalités liées à la commune
- Henri-René Bernard de la Frégeolière (1759-1835), chef chouan et maréchal de camp français, y est né.